# McIntyre (Geórgia)
McIntyre é uma cidade  localizada no estado americano de Geórgia, no Condado de Wilkinson.

## Demografia
Segundo o censo americano de 2000, a sua população era de 718 habitantes.
Em 2006, foi estimada uma população de 709, um decréscimo de 9 (-1.3%).

## Geografia
De acordo com o United States Census Bureau tem uma área de 13,9 km², dos quais 13,5 km² cobertos por terra e 0,4 km² cobertos por água.

## Localidades na vizinhança
O diagrama seguinte representa as localidades num raio de 24 km ao redor de McIntyre.